# Organovaïta-Zn
L'organovaïta-Zn és un mineral de la classe dels silicats, que pertany al grup de la labuntsovita. Rep el nom de la cristal·lògrafa russa Natalia Ivanovna Organova (1929-).

## Característiques
L'organovaïta-Zn és un ciclosilicat de fórmula química K₂Zn(Nb,Ti)₄(Si₄O₁₂)₂(O,OH)₄·6H₂O. Va ser aprovada com a espècie vàlida per l'Associació Mineralògica Internacional l'any 2001.
Segons la classificació de Nickel-Strunz, l'organovaïta-Zn pertany a «09.CE - Ciclosilicats amb enllaços senzills de 4 [Si₄O₁₂]8- (vierer-Einfachringe), sense anions complexos aïllats» juntament amb els següents minerals: papagoïta, verplanckita, baotita, nagashimalita, taramel·lita, titantaramel·lita, barioortojoaquinita, byelorussita-(Ce), joaquinita-(Ce), ortojoaquinita-(Ce), estronciojoaquinita, estroncioortojoaquinita, ortojoaquinita-(La), labuntsovita-Mn, nenadkevichita, lemmleinita-K, korobitsynita, kuzmenkoïta-Mn, vuoriyarvita-K, tsepinita-Na, karupmøllerita-Ca, labuntsovita-Mg, labuntsovita-Fe, lemmleinita-Ba, gjerdingenita-Fe, neskevaaraïta-Fe, tsepinita-K, paratsepinita-Ba, tsepinita-Ca, alsakharovita-Zn, gjerdingenita-Mn, lepkhenelmita-Zn, tsepinita-Sr, paratsepinita-Na, paralabuntsovita-Mg, gjerdingenita-Ca, gjerdingenita-Na, gutkovaïta-Mn, kuzmenkoïta-Zn, organovaïta-Mn, parakuzmenkoïta-Fe, burovaïta-Ca, komarovita i natrokomarovita.

## Formació i jaciments
Va ser descoberta al mont Karnasurt, al massís de Lovozero, un massís situat al centre de la Península de Kola, dins l'óblast de Múrmansk (Districte Federal del Nord-oest, Rússia). Es tracta de l'únic indret on ha estat descrita aquesta espècie mineral en tot el planeta.